# Massalia (miasto)

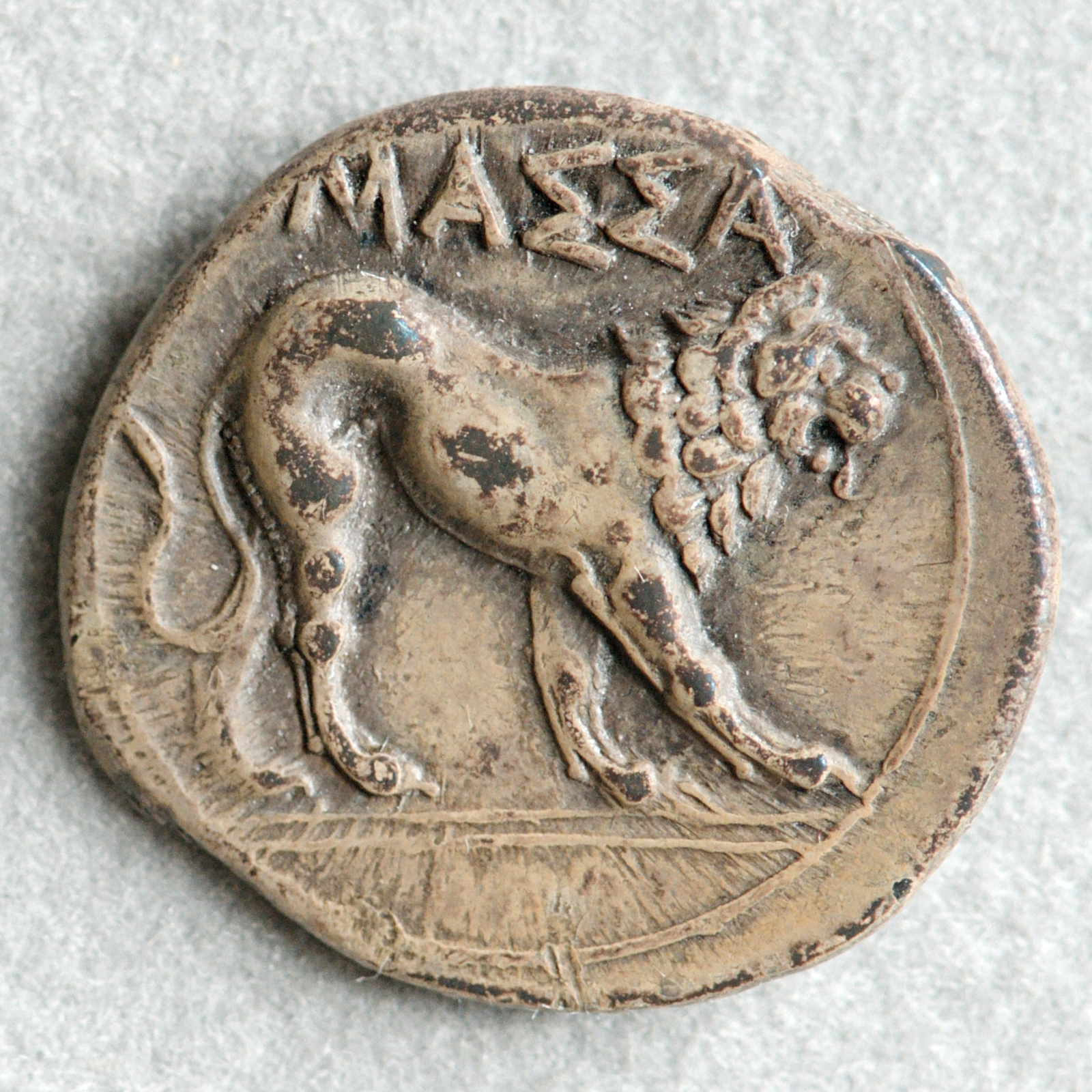
Srebrna drachma Massalii (390–220 p.n.e.)

Massalia (gr. Μασσαλία, łac. Massilia) – starożytne miasto we francuskiej Prowansji, obecna Marsylia.
Założona ok. 600 p.n.e. przez małoazjatyckich osadników z Fokai, była pierwszą grecką polis w zachodniej części Śródziemnomorza. Jako ważny port miasto słynęło również z upraw oraz produkcji oliwek i wina. Utworzyło własne kolonie na terytoriach obecnej Francji i Hiszpanii: Agathe, Olbię (ok. 325), Tauroeis (początek III w), Antipolis i Nikaję (III w.) oraz Emporion i Majnake. W 49 p.n.e. Massalia została zdobyta przez Juliusza Cezara.